# Karl Fleck
Karl Fleck (ur. 1904, zm. ?) – zbrodniarz hitlerowski, członek załogi obozu koncentracyjnego Mauthausen-Gusen i SS-Rottenführer.
Z zawodu malarz. Członek NSDAP (od 1933) i SS. Od 1 września 1944 do 15 kwietnia 1945 pełnił służbę jako strażnik w Melk, podobozie KL Mauthausen. Fleck znęcał się nad więźniami, zwłaszcza podczas apeli. Miał na sumieniu życie wielu z nich.
Fleck został osądzony w procesie załogi Mauthausen-Gusen (USA vs. Adolf Lehmann i inni) przed amerykańskim Trybunałem Wojskowym w Dachau i skazany na dożywotnie pozbawienie wolności.